# Антији (Мозел)
Антији (фр. Antilly) насеље је и општина у североисточној Француској у региону Лорена, у департману Мозел која припада префектури Мец Кампањ.
По подацима из 2011. године у општини је живело 127 становника, а густина насељености је износила 26,79 становника/km². Општина се простире на површини од 4,74 km². Налази се на средњој надморској висини од 250 метара (максималној 224 m, а минималној 170 m).

## Демографија
| 1962. | 1968. | 1975. | 1982. | 1990. | 1999. | 2011. |
| ----- | ----- | ----- | ----- | ----- | ----- | ----- |
| 87    | 95    | 117   | 111   | 94    | 107   | 127   |

График промене броја становника у току последњих година